# Michael O’Leary (Politiker)
Michael O’Leary (irisch: Micheál Ó Laoire; * 8. Mai 1936 in Cork; † 11. Mai 2006 in Frankreich) war ein irischer Politiker der Irish Labour Party sowie der Fine Gael, stellvertretender Premierminister (Tánaiste) sowie mehrfach Minister.

## Biografie
O’Leary begann seine politische Laufbahn 1965, als er als Kandidat der Irish Labour Party erstmals zum Abgeordneten des Unterhauses (Dáil Éireann) gewählt wurde, in dem er bis 1987 den Wahlkreis Dublin North-Central vertrat.
In der Koalitionsregierung von Fine Gael und Labour Party unter Premierminister Liam Cosgrave war er zwischen 1973 und 1977 Arbeitsminister und erwarb sich in dieser Funktion besondere Verdienste bei der Umsetzung des europäischen Rechts in nationales irisches Recht auf dem Gebiet der gleichen Entlohnung sowie in Bezug auf Arbeitnehmerrechte.
1979 wurde er zum Mitglied des 1. Europäischen Parlamentes. Als der Vorsitzende der Labour Party Frank Cluskey bei der Parlamentswahl am 30. Juni 1981 sein Abgeordnetenmandat verlor, übernahm O’Leary den Parteivorsitz, während Cluskey ihm als Mitglied des Europäischen Parlaments nachfolgte.
In der nachfolgenden Koalitionsregierung von Fine Gael und Labour Party unter Premierminister Garret FitzGerald wurde er am 30. Juni 1981 stellvertretender Premierminister (Tánaiste) sowie Energieminister. Nach dem Zusammenbruch der Koalition am 9. März 1982 trat er enttäuscht aus der Labour Party aus und trat der Fine Gael bei. Nachfolger als Parteivorsitzender wurde Dick Spring.
Nach seinem Ausscheiden aus dem Unterhaus 1987 wurde er zum Richter an einem Bezirksgericht (District Court) berufen und übte dieses Amt bis zum Mai 2006, wenige Tage vor seinem Tode, aus.